# Anders Gernandt
Anders Erik Gernandt, född 30 april 1920 i Råneå, död 2 november 2000 på Lidingö, var en svensk olympisk ryttare och tv-kommentator i hästsport.

## Biografi
Anders Gernandt började sin karriär i kavalleriet där han uppnådde majors grad.
Gernandt deltog i den svenska OS-truppen 1956 och 1960. Efter att han lämnat kavalleriet anställdes han som intendent i tevehuset. Redan 1962 var han verksam som speaker vid hästtävlingar. Sven "Plex" Petersson rekryterade honom som kommentator för hästhoppning i Sveriges Television. Gernandt blev på kort tid känd för sina skorrande r. Han kommenterade den årliga tävlingen Göteborg Horse Show. Vid 70 års ålder kommenterade han från Ryttar-VM i Stockholm i SVT. Därefter var han under några år verksam i TV3 och Eurosport. Hans sista kommentatorsuppdrag var från OS i Sydney några månader före sin bortgång.
Från 1978 hördes Gernandt även som presentatör av TV-serien Lödder.

### Familj
Gernandt var bror till popsångerskan Ace Wilders farfar. Han var kusin med politikern och flygaren Anders Gernandt. Gernandt var måg till Louis och Lisbeth Renner.

## Filmer, TV-serier och TV-program
- 1974 – Till Häst
- 1978 – Lödder (TV-serie)
- 1980 – På farfars tid (TV-serie)
- 1981 – Sopor